# 家プロジェクト

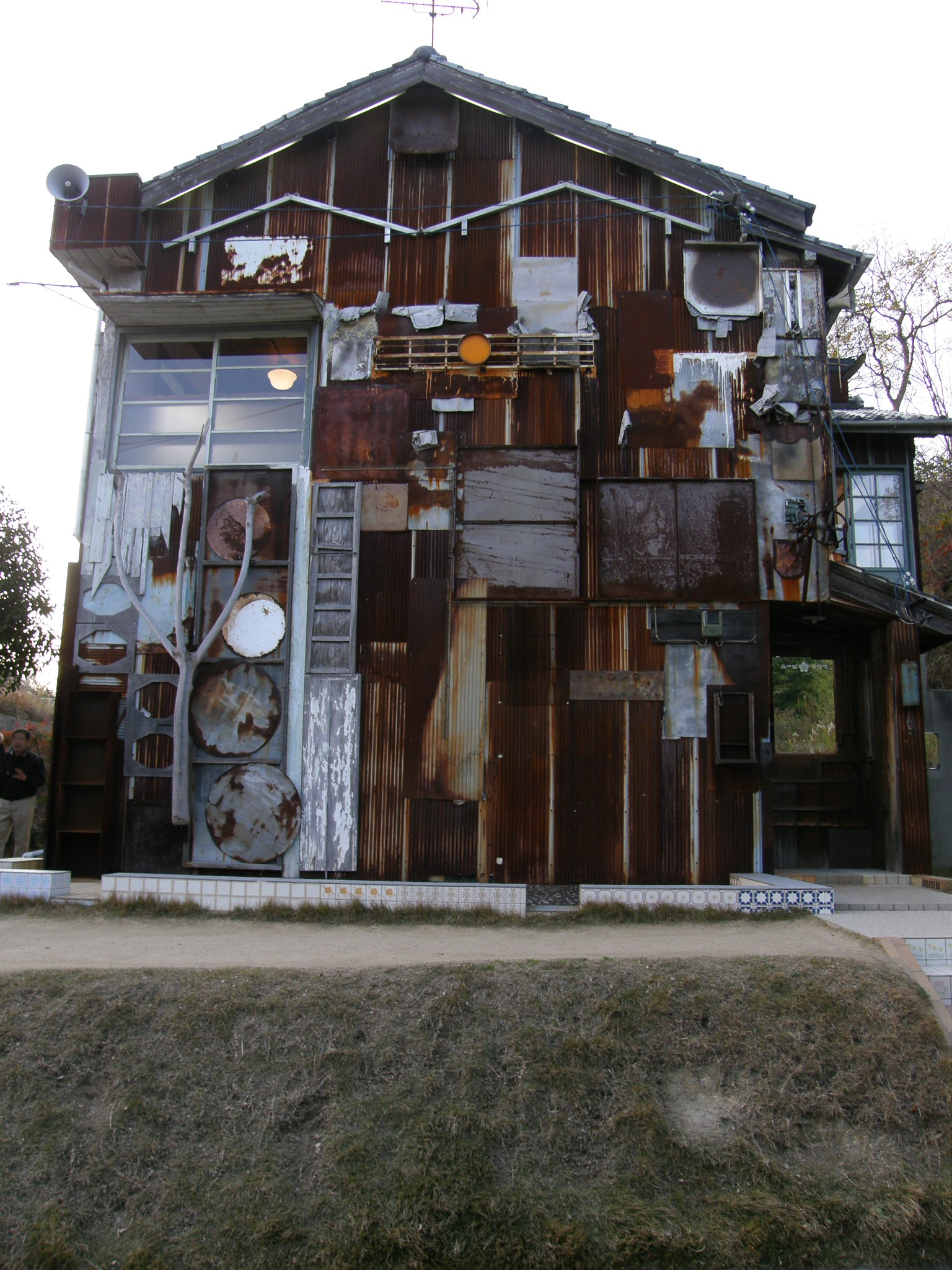
「はいしゃ」右側面より見る（大竹伸朗）

家プロジェクト（いえプロジェクト）は、香川県香川郡直島町・本村地区及び、犬島において古民家を改装し、現代の芸術家が家空間そのものを作品化（インスタレーション）した7つの建築からなるプロジェクト。

## 概要

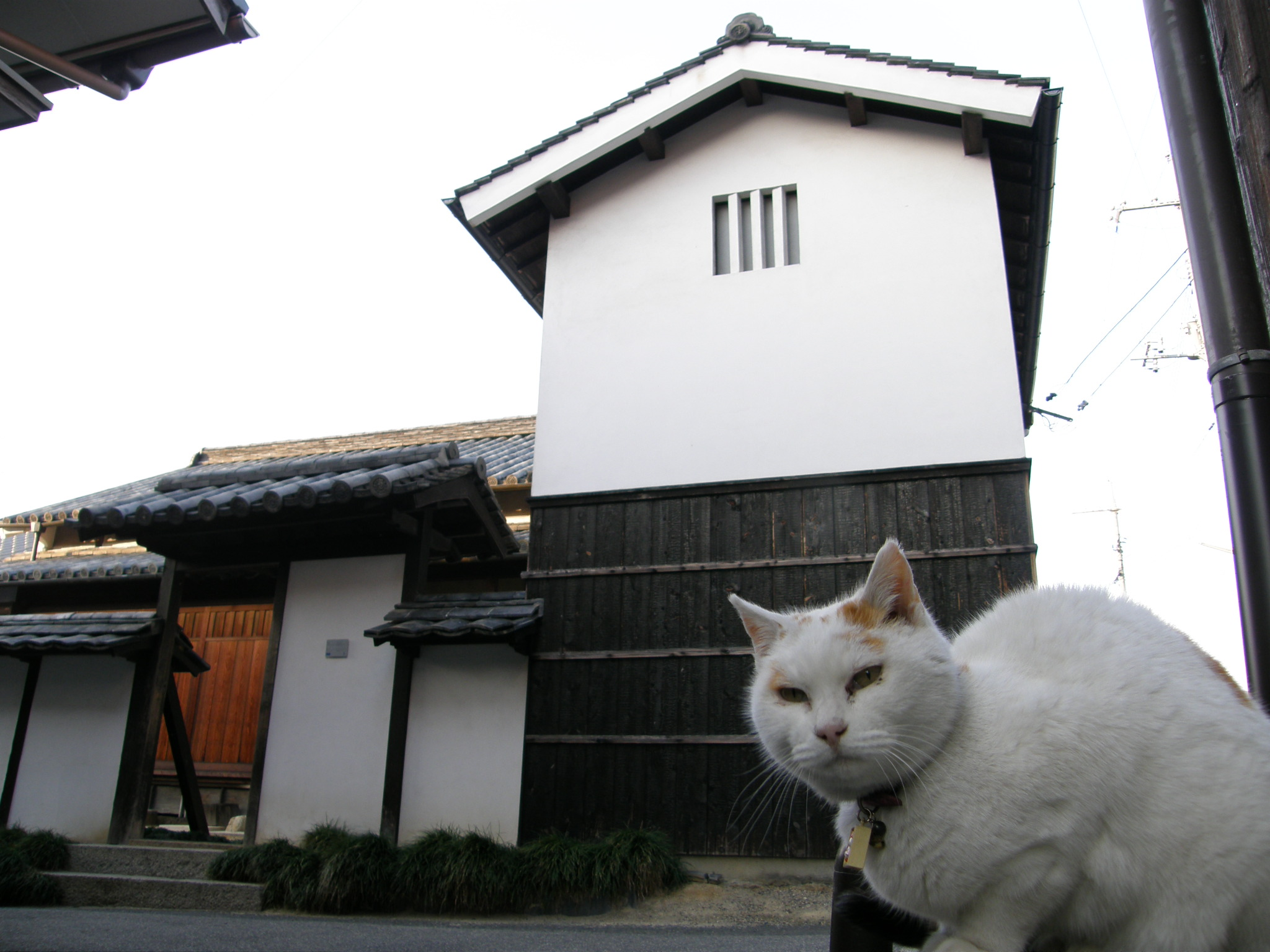
角屋（山本忠司＆宮島達男）1998年

1997年、直島でも古くから存在する集落のひとつである本村地区に現存していた古民家を改修・改造し、現代美術作品に変えてしまおうという試みで、ベネッセの福武總一郎の考案した直島プロジェクトの一環として企画、立案、実行された。本村地区にはおよそ300年ほど前から栄えていた古い町並みが残り、焼杉板張りの黒ずんだ古民家の立ち並ぶたたずまいが独自の風情をかもし出していた。そこに現代美術のネットワークを展開させたものである。プロジェクトには安藤忠雄をはじめ、宮島達男、内藤礼、杉本博司、ジェームズ・タレルなどが参加した。
1986年、福武書店社長であった父の急逝に遭遇した總一郎は、東京から岡山の本社へ戻ることになる。大都市から地方都市岡山へ戻った總一郎は、当初こそその環境の大きな落差に戸惑うが、数か月もしないうちに東京にいないことの幸せを心底から感じるにいたる。總一郎の目には、歴史もなく自然も存在しない東京は「人間」の欠けた都市と映り始めた。岡山への帰郷は、その数年後に社名を「ベネッセ」（「よく生きる」の意味）に変更するほどに、總一郎に大きな影響をもたらせた。

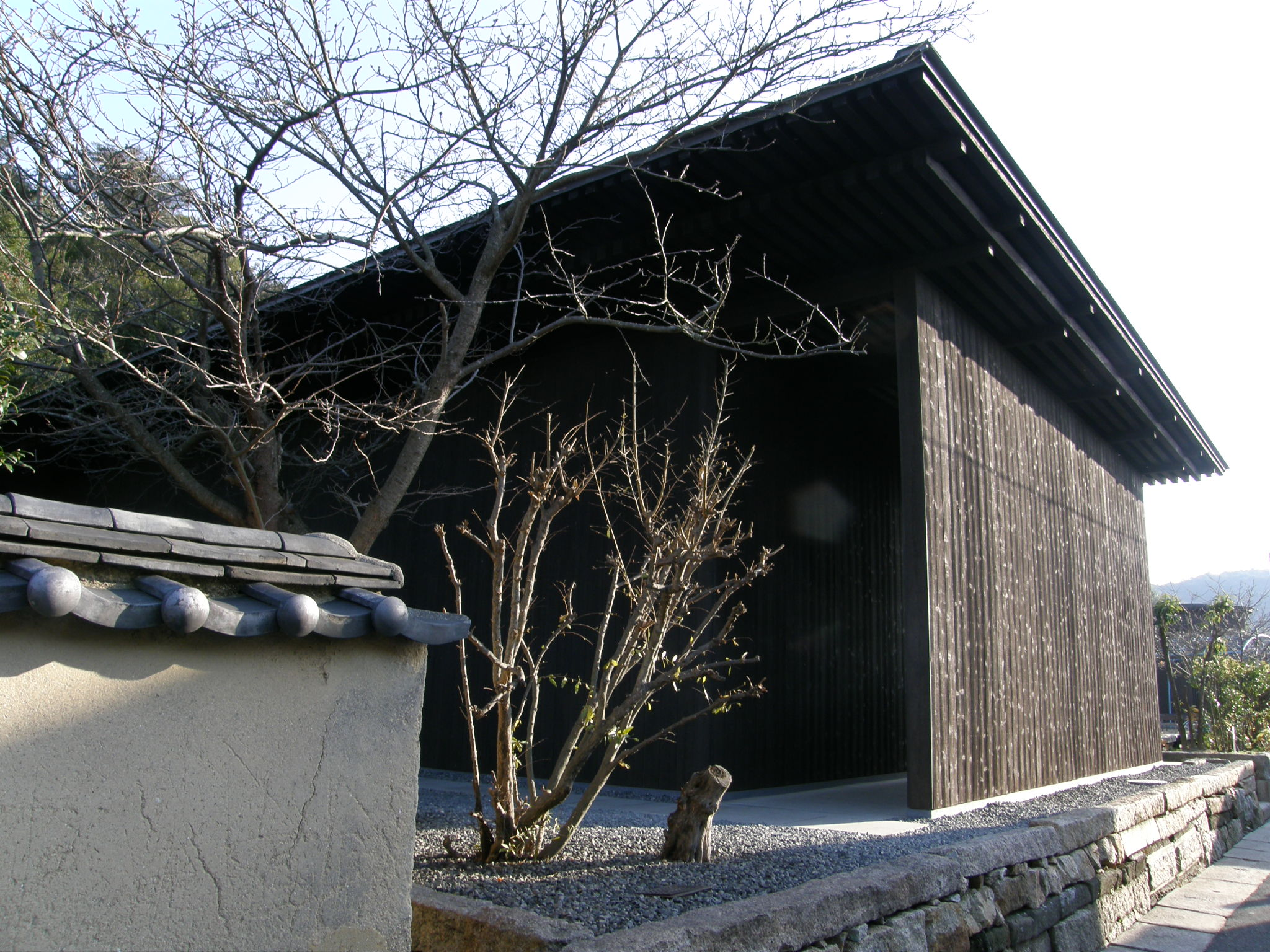
南寺（安藤忠雄＆ジェームズ・タレル）1999年

そうした中で總一郎が手がけたプロジェクトのひとつが、直島であった。先代が抱いていた夢のひとつに、瀬戸内海に浮かぶ小さな島「直島」に子供たちのためのキャンプ場を作りたい、という構想があった。遺志を引き継いだ總一郎は、建築家・安藤忠雄に出会う。東京の建築家には最初から依頼する意思はなかった。初対面の居酒屋で意気投合した2人は、1989年、直島国際キャンプ場をオープンさせる。第2期工事の開始のころには、總一郎の構想はまとまっていく。それが「現代美術と自然と歴史」の融合であった。1992年にはスイートルームを完備したホテルと美術館を融合させたベネッセハウスのミュージアムが完成する。これは世界でも例を見ない珍しい試みであったが、過疎の島に現代美術を置くのも世界初の出来事であった。
アートが主張するのではなく、あくまでも人間が主役であり、アートが自然や歴史の持っている良さを引き出すべきとの總一郎のテーゼは、やがて1997年のこの「家プロジェクト」に結実する。長い歴史があるにもかかわらず、歴史の痕跡の薄く、経済が目的化している日本の文明史観に挑戦したいとの總一郎の思いから始まった企画である。直接のきっかけは直島町役場からの1本の電話である。本島地区の民家の所有者が家屋を譲りたいが、どうかというものであったが、廃屋利用の可能性のひとつとして現代アートとの融合を考えた。
2004年にはクロード・モネ、ウォルター・デ・マリア、ジェームズ・タレルの3名の作品を収めた地中美術館が建設される。

### 犬島
2010年、犬島の集落に「日常の中の美しい風景や作品の向こうに広がる身近な自然を感じられるように」とのコンセプトの元、企画展示のギャラリーが開館。F邸」「S邸」「I邸」「A邸」「C邸」の5つのギャラリーと「石職人の家跡」に、複数のアーティストの作品が展示公開されている。アーティスティックディレクターに長谷川祐子、建築家に妹島和世が抜擢された。長谷川は、犬島の風景を見ながら島の各所に点在する作品を巡る体験を「桃源郷」をテーマにした一連の物語になぞらえており、ギャラリーは、かつて建っていた民家の瓦屋根や古材に加え、現代的な素材である透明なアクリルを初め、周囲の風景を映すアルミニウムなど多種多様な素材が使われている。

## 作品群

### 直島
直島家プロジェクトは、以下の7軒の建築およびそれを利用したインスタレーション作品群により構成される。

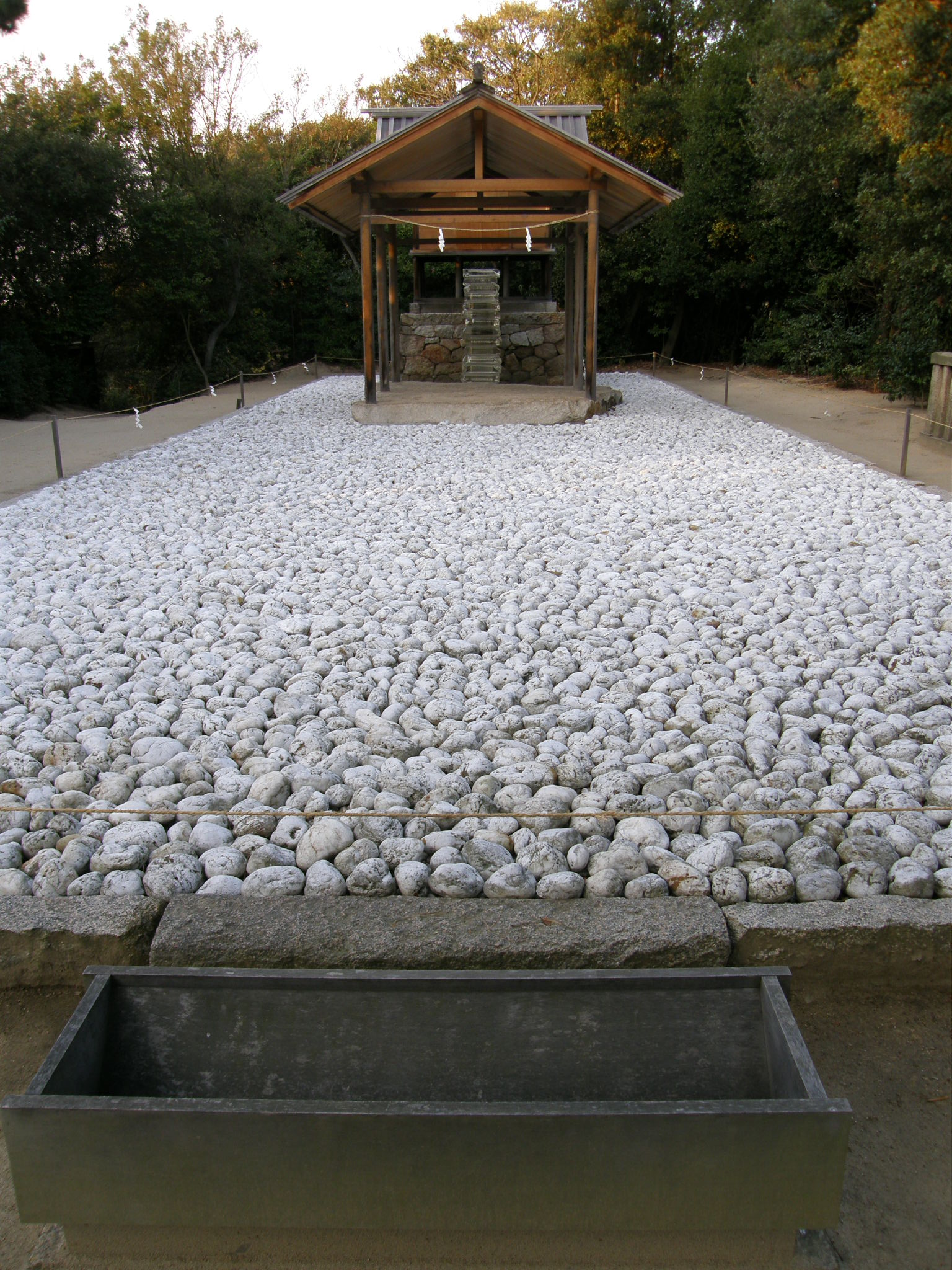
護王神社 (直島)

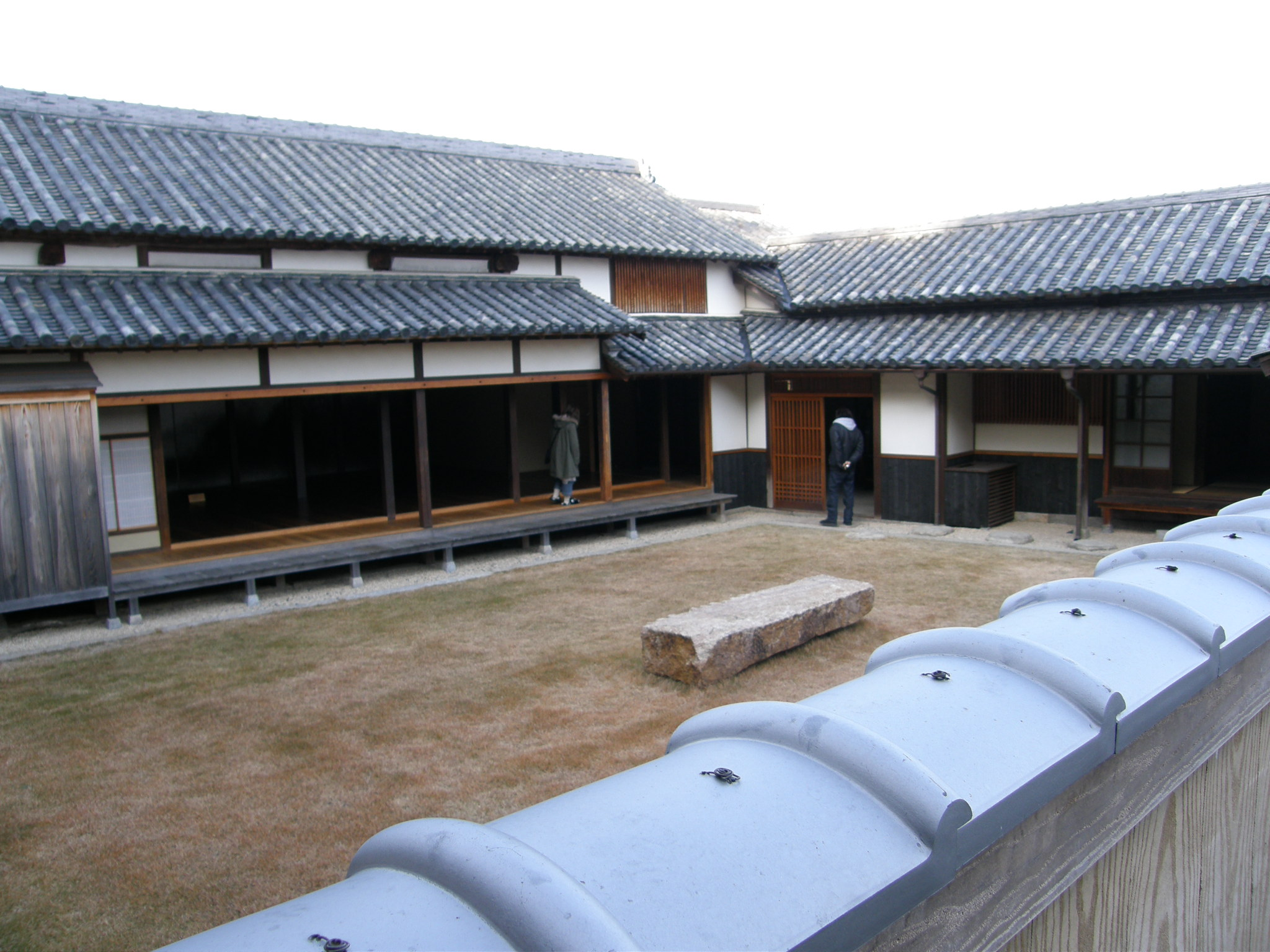
石橋 (直島)（千住博、秋元雄史）2006年、2009年

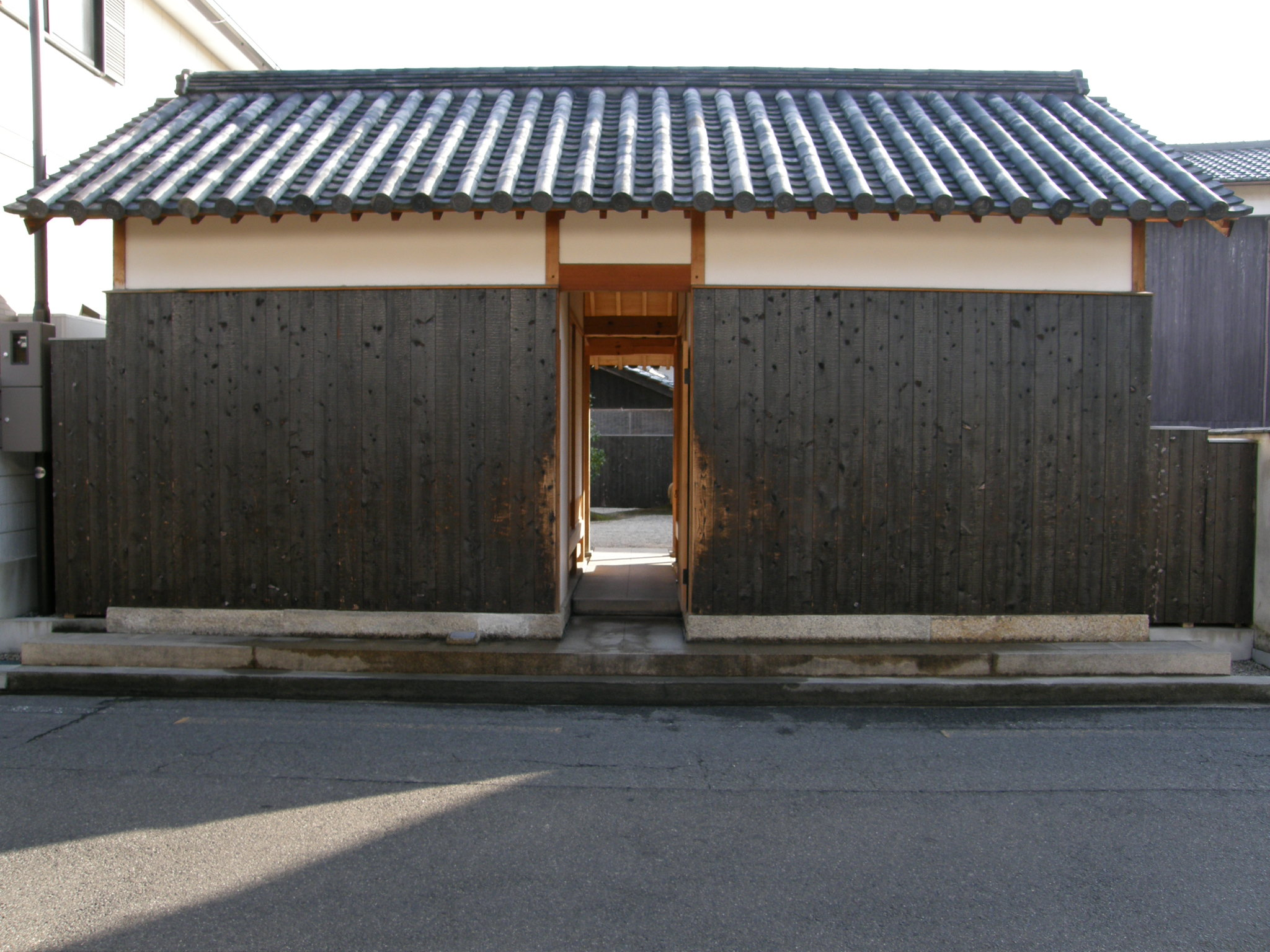
碁会所 (直島)

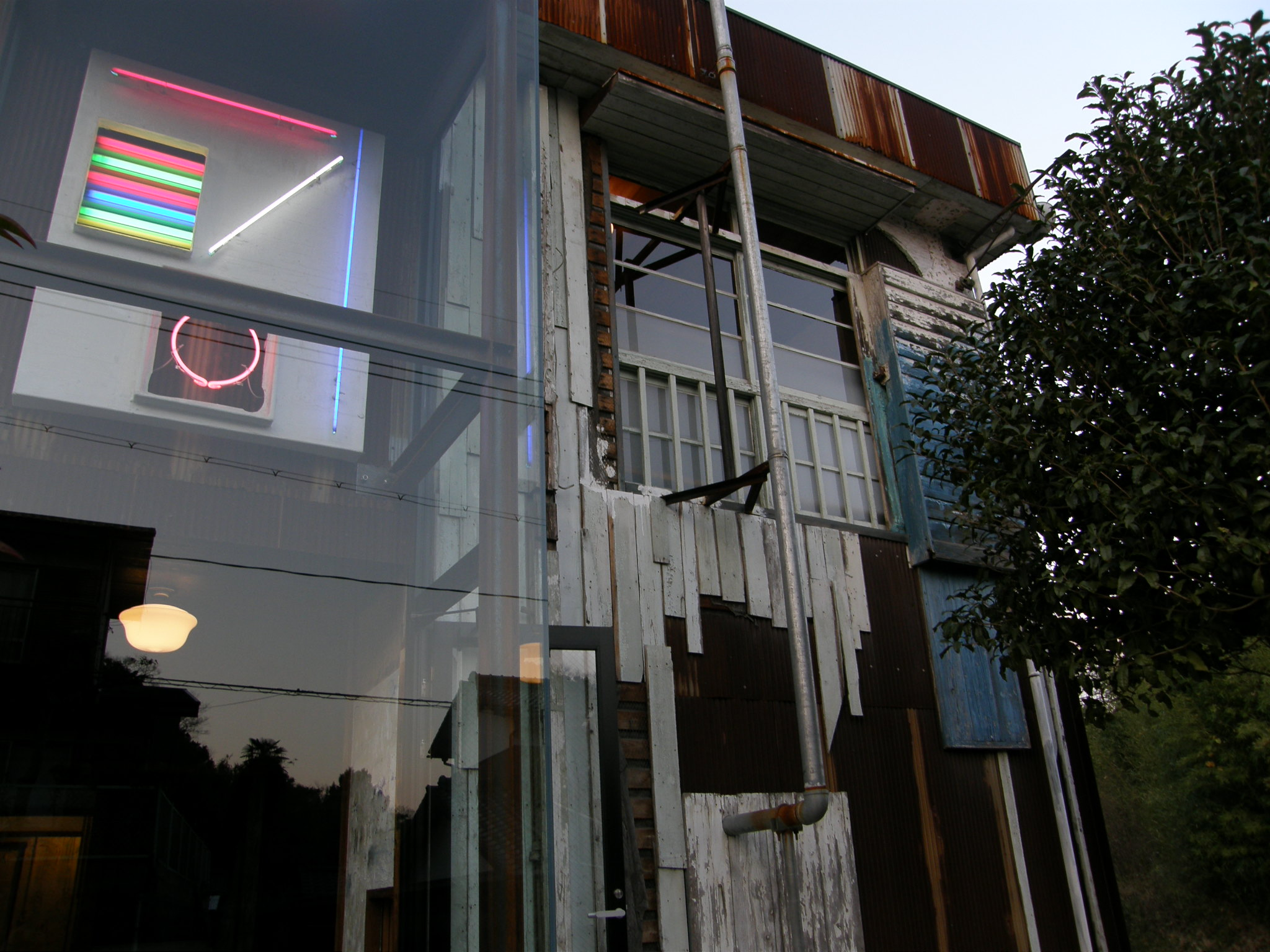
はいしゃ 正面（大竹伸朗）2006年

#### 角屋 （直島町）
家プロジェクトの第1弾。200年ほど経過した家屋を、焼板、漆喰、本瓦を使用し復元。山本忠司が建築を担当。屋内には宮島達男の3つの作品が置かれる。暗い内部に張られた浅い池の底からカウンターで発行するLEDのさまざまな色の朧な光が浮かび上がる作品、「時の海'98」（「Sea of Time '98」）- この作品の制作には町の人々も参加している。土間の壁には液晶ガラスに透明な数字がランダムに変化していく「ナオシマ・カウンター・ウィンドウ」（「Naoshima's Counter Window」1998年）が、さらに蔵の奥には山水画の上に彩色を施したいおぽ作品「チェンジ・ランドスケープ」（「Changing Landscape」1999年）がある。

#### 南寺
明治時代まで「南寺」という寺院が実在していた場所に安藤忠雄が設計を担当し、新たに建てられた建物。内部のジェームズ・タレルの作品のサイズにあわせ設計されている。
展示作品:ジェームズ・タレル
「バックサイド・オブ・ザ・ムーン」1999年

#### きんざ
築百数10年の小さな家屋を屋根、柱などの構造体には手を加えずに、家屋それ自体、外壁も含め作品化したもの。内部には内藤礼の作品「このことを」がある。内覧は完全予約制で、1名ずつ内部に入り鑑賞する。開館日は金曜日、土曜日、日曜日、祝日のみである。

#### 護王神社
海を見下ろす高台にある江戸時代から祀られる神社。改築の際に、新たな社殿を杉本博司が設計。本殿および拝殿は、伊勢神宮などの神社建築の初期様式を参考にしているが、作家独自の美意識が反映されている。真っ白な敷石とガラスの階段が特徴的。本殿と石室とはガラスの階段で結ばれ、地下と地上とを一体化している。
　　                                                                                                
「アプロプリエイト・プロポーション」2002年

#### 石橋
明治時代に製塩業で栄えた石橋家住宅。特に新しく装われることはなく、家そのものの再建に重点がおかれている。
展示作品:千住博
「ザ・フォールズ」2006年
「空の庭」2009年
建築・空間設計:千住博、秋元雄史

#### 碁会所
この名称は、昔、碁を打つ場所として島民が集まっていたことに由来する。須田悦弘により、建物全体を作品空間として制作・復元され、建物内部には速水御舟の「名樹散椿」からヒントを得て創作された作品「椿」が展示される。庭には実物の五色椿が植えられる。2006年の作品。

#### はいしゃ
かつて実際に歯科医院兼住居であった建物を、大竹伸朗が作品化したもの。廃屋的な風情を強調した建物内部には、自由の女神のオマージュ作品などが置かれる。作品名「舌上夢 / ボッコン覗」（2006年）。修復監修は秋元雄史。